# Mario Badiani
Mario Badiani (Pisa, 6 giugno 1909 – ...) è stato un calciatore italiano, di ruolo centrocampista.

## Carriera
Con il Pisa disputa 38 partite segnando 7 reti nell'arco di sei stagioni, compreso 12 presenze e 4 gol in massima serie nel campionato di Prima Divisione 1925-1926.